# Selbstkühlendes Bierfass
Ein selbstkühlendes Bierfass ist ein Bierfass, das sich mittels Verdampfungskühlung selbst kühlt. Es arbeitet nach dem Prinzip einer Adsorptionskältemaschine.

## Funktionsprinzip

Aufbau eines selbstkühlenden Bierfasses

In einem speziellen Bierfass ist die mit Bier gefüllte Fassblase (A) von einer saugfähigen Schicht umgeben, z. B. Watte (B), die mit Wasser getränkt ist. Um diese Schicht herum befindet sich eine zweite Schicht (C), die ein aktiviertes Zeolith bzw. Molekularsieb enthält. Die Schichten (B) und (C) sind evakuiert. Schicht (B) hat aber mindestens noch einen Druck, der in etwa dem Dampfdruck von Wasser entspricht, es muss ja in flüssiger Form vorliegen. Schicht (C) soll so gut evakuiert sein wie möglich.
Wird nun durch Öffnen eines Ventils eine Verbindung zwischen (B) und (C) geschaffen, sinkt der Druck in (B) schlagartig ab (Druckausgleich), dadurch sinkt er unter den Dampfdruck von Wasser, worauf dieses aus (B) verdampft. Der entstandene Wasserdampf wird vom Zeolith in (C) wieder adsorbiert, dadurch kann sich nicht sofort ein Gleichgewicht einstellen und der Druck bleibt unter dem Dampfdruck des Wassers, was weiteres Verdampfen ermöglicht. Da Wasserdampf etwa ein tausendmal größeres Volumen als Wasser besitzt, muss eine große Menge adsorbiert werden, um genügend Abdampfung für einen effektiven Kühleffekt zu haben. Während der Zeolith den Wasserdampf bindet (adsorbiert), erwärmt er sich, somit ist direkt spürbar, dass die Energie von (B) nach (C) transportiert wird. Die Energie, die das Wasser benötigt, um von der Flüssig- in die Dampfphase überzutreten, muss dem Bier innerhalb der Fassblase (A) in Form von Wärme entzogen werden (also von (A) nach (B)), denn nur hier besteht ein ausreichender Wärmekontakt. Der Zeolith, der sich erwärmt, ist davon thermisch isoliert. Der Effekt ist stark genug, dass ein Teil des Wassers in (B) sogar gefrieren kann.
Durch ein Erhitzen des Fasses in der Brauerei ist der Vorgang reversibel, da Molekularsiebe bei höheren Temperaturen den gebundenen Stoff (hier Wasser) schlechter halten können als bei tiefen Temperaturen. Das Erhitzen darf allerdings nicht zu schnell geschehen, da ansonsten das Molekularsieb zu stark altert oder vollständig zerstört wird. Danach kann Schicht (B) wieder mit Wasser versorgt, (B) leicht und (C) gut evakuiert werden, wodurch das wieder mit Bier befüllte Fass (A) dann erneut durch Umlegen eines Hebels gekühlt werden kann.

## Erfindung und Anwendung
Das mittels Verdampfungskühlung selbstkühlende Bierfass wurde von Peter Maier-Laxhuber erfunden, der 1983 an der TU München mit dem Thema Sorptionswärmepumpen und Sorptionsspeicher mit dem Stoffpaar Zeolith – H2O in Physik promovierte. Maier-Laxhuber gründete die Zeo-Tech GmbH mit Sitz in Unterschleißheim, die er zusammen mit Carl Christian von Weizsäcker führt. Maier-Laxhuber hält mit seinem Unternehmen zahlreiche Patente zur Verdampfungskühlung in Europa und den USA und entwickelt die Technik für weitere Anwendungsgebiete weiter.
Für die Kühlung von Bierfässern gab die Zeo-Tech GmbH 1999 eine weltweite Lizenz für die Technologie an die Cool System Bev GmbH in Fürth. Anfangs ließ die Cool System fremdfertigen, errichtete aber eine eigene Produktion im sächsischen Burkau und fertigt dort seit Mai 2003 selbst. Pilotkunde für das unter dem eingetragenen Markenzeichen CoolKeg vertriebene selbstkühlende Fass war Tucher Bräu. Seit 1. Juli 2020 ist die Marke CoolKeg auf Antrag des Inhabers aus dem Markenregister gelöscht und das Fass wird auch nicht mehr hergestellt.